# Quadrille nach Motiven der Oper "Der Blitz"
Quadrille nach Motiven der Oper "Der Blitz", op. 59, är en kadrilj av Johann Strauss den yngre. Den spelades första gången den 8 december 1848 på Dommayers Casino i Wien.

## Historia
Mer än ett kvarts sekel innan Ludovic Halévys vaudevillekomedi Le Réveillon (1872: i samarbete med Henri Meilhac) inspirerade Johann Strauss den yngre till operetten Die Fledermaus (1874), hade Strauss fascinerats av Halévys berömda farbror Jacques Fromental Halévy och skapat en kadrilj över teman från den senares opera L'Éclair (tyska: Der Blitz, svenska: Blixten). Operan hade satts upp i Wien den 23 november 1848.
Der Blitz togs emot med öppna armar av en publik som var svältfödd på musiknyheter vid en tid då Wien fortfarande var en stad under belägring efter att marsrevolutionen slagits ned. Strauss hade inte varit aktiv i revolutionen men stött den på alla sätt och komponerat flera verk som hyllade och uppmuntrade revolutionärerna. Efter nederlaget och regimens återkomst konfiskerades många av verken och Strauss gjorde allt för att glömma och förminska sin del i upproret. Med tiden bleknade hans revolutionära insatser och han visade sin lojalitet till statsmakten genom att anta offentliga uppdrag. 
Den enda plats som Strauss hade att uppträda på hösten 1848 var Dommayers Casino, ett dansställe som låg en bit utanför Wiens inre stadskärna. Den 2 december hade tidningen Wiener Zeitung en annons som berättade att Strauss skulle framföra sin nya kadrilj dagen därpå vid "gynnsamt väder". Då samma annons även förekom i tidningen den 7 december med uppgiften att konserten skulle äga rum den 8 december är det troligt att vädrets makter fick konserten uppskjuten. Tillsammans med Neue Steierische Tänze (op. 61) var Blitz-Quadrille under en längre tid de enda nya stycken som Strauss spelade. Så sent som den 11 mars 1849 utlovade en annons "en ny kadrilj från operan 'Der Blitz'". 
Då Strauss förläggare Pietro Mechetti aldrig gav ut orkesternoterna till kadriljen bygger dagens version på ett arrangemang utifrån klaverutdraget.

## Om kadriljen
Speltiden är ca 6 minuter och 31 sekunder plus minus några sekunder beroende på dirigentens musikaliska tolkning.

## Weblänkar
- Dynastin Strauss 1848 med kommentarer om Quadrille nach Motiven der Oper „Der Blitz“.
- Die Quadrille nach Motiven der Oper „Der Blitz“ i Naxos-utgåvan.